# 경희대학교치과병원
경희대학교치과병원(慶熙大學校齒科病院,Kyung Hee University Dental Haspital)은 서울특별시 동대구 회기동에 위치한다. 경희대학교 치과대학 부속병원이다..

## 연혁
- 1971년 10월 5일 경희의료원 개원. (허가 병상수 100병상)
- 2018년 10월 5일 후마니타스암병원 개원.
- 2019년 4월 15일 종합검진센터 개소.

## 같이 보기
- 경희대학교
- 경희대학교병원
- 경희대학교한방병원
- 경희대학교 의료원
- 강동경희대학교병원
- 대한민국의 치과대학